# Общество сельского хозяйства Южной России
Императорское общество сельского хозяйства Южной России — старейшее сельскохозяйственное общество Российской империи.

## История Общества
Общество было организовано по инициативе графа М. С. Воронцова в 1828 году в Одессе с целью всемерного содействия развитию сельского хозяйства на юге России.
Одним из его учредителей был Жак Дессеме, а также Н. Б. Герсеванов.
Общество проводило конкурсы, выставки, рекламировало новые сорта растений, породы животных, марки машин, премировало лучших сельских хозяев, проводило опыты на своей ферме. В специальных изданиях Общества («Листки», «Записки») давались практические наставления по возделыванию ряда сельскохозяйственных культур. В составе общества насчитывалось 340 действительных членов и 70 членов-корреспондентов (почётных членов общества).
В течение 25 лет должность вице-президента, а затем президента общества занимал граф Михаил Дмитриевич Толстой.
Его членами были видные учёные и общественные деятели: П. Н. Абаза, Булацели, А. А. Бычихин, А. С. Гижицкий, Н. И. Гижицкий, А. Д. Денгинк, И. М. Красильщик, Н. К. Могилянский, А. И. Набоких, М. В. Неручев, И. И. Палимпсестов, Л. С. Потоцкий, А. И. Погибко, Н. А. Райко, Е. Л. Рекало, В. П. Скаржинский, И. К. Тардан и др. С 1902 года почётным членом его был Л. С. Голицын, а с 1911 года он стал председателем Комитета виноградарства общества.

## Президенты
- с 20 декабря 1828 по 6 ноября 1856 — князь Михаил Семёнович Воронцов
- с 22 ноября 1856 по 13 декабря 1862 — граф Александр Григорьевич Строганов
- с 13 декабря 1862 по 16 февраля 1871 — граф Михаил Дмитриевич Толстой
- с 16 февраля 1871 по 18 декабря 1871 — Фёдор Иванович Сухомлинов
- с 18 декабря 1871 по 12 февраля 1874 — граф Павел Евстафьевич Коцебу
- с 18 января 1875 — Валериан Иванович Мазаракий
- с 1890 по 1917 — Николай Фёдорович Сухомлинов